# Liste der Landschaftsschutzgebiete im Enzkreis
Im Enzkreis gibt es 36 Landschaftsschutzgebiete. Das älteste Landschaftsschutzgebiet im Kreis ist das erstmals 1939 unter Schutz gestellte Gebiet Bocksbachtal. Nach der Schutzgebietsstatistik der Landesanstalt für Umwelt, Messungen und Naturschutz Baden-Württemberg (LUBW) stehen 12.084,55 Hektar der Landkreisfläche unter Landschaftsschutz, das sind 21,07 Prozent.
| Name                                                                         | Bild                                           | Kennung               | Einzelheiten | Position | Fläche Hektar | Datum                           |
| ---------------------------------------------------------------------------- | ---------------------------------------------- | --------------------- | --- | -------- | ------------- | ------------------------------- |
| Bocksbachtal                                                                 |                                                | 2.36.001 WDPA: 319993 | Remchingen, Karlsbad (Baden) Wiesentälchen mit schönem Ufergehölz. | ⊙        | 1,3           | 17. Jan. 1939                   |
| Arnbachursprung zwischen Schwarzwald und Pfinzgau                            | BW                                             | 2.36.002 WDPA: 319662 | Neuenbürg Naturnahe Kulturlandschaft die aus ökologischen Gründen und als Erholungsraum unbeeinträchtigt bleiben soll. | ⊙        | 137,9         | 12. Aug. 1982                   |
| Straubenhardter Schwarzwaldrandhöhe                                          |                                                | 2.36.003 WDPA: 324878 | Straubenhardt Feucht- und Streuobstwiesen als reizende Landschaftsteile im Grenzbereich der nördlichen Schwarzwaldrandplatten die aus ökologischen Gründen und als Erholungsraum Erhaltung verdienen. | ⊙        | 307,9         | 12. Aug. 1982                   |
| Entlang der Autobahn Pforzheim zwischen Nöttingen und Niefern                | BW                                             | 2.36.008 WDPA: 320657 | Ispringen, Kämpfelbach Obstbaulandschaft, freies, nicht bewaldetes Gelände; gegliederte Hügellandschaft. | ⊙        | 247,8         | 11. Feb. 1942                   |
| Gengenbachtal und Dolinenlandschaft südlich Göbrichen                        |                                                | 2.36.009 WDPA: 321017 | Eisingen, Ispringen, Kieselbronn, Neulingen, Kämpfelbach, Königsbach-Stein Unberührtes, auf beiden Seiten von waldbedeckten Hängen begleitetes Wiesental; aufschlussreiche, geologisch interessante Dolinenbildungen im Kalkgebiet. | ⊙        | 339,6         | 31. Juli 1952                   |
| Kirnbachtal                                                                  | BW                                             | 2.36.010 WDPA: 390127 | Wurmberg Naturnahes Wiesental. | ⊙        | 29,3          | 28. Okt. 1953 bis 22. Juli 2004 |
| Landschaftsteile an der Autobahn Wurmberg                                    | BW                                             | 2.36.013 WDPA: 322449 | Wurmberg Erhalt des Landschaftsbildes | ⊙        | 40,0          | 22. Mai 1941                    |
| Burgberg                                                                     | BW                                             | 2.36.014 WDPA: 320194 | Kieselbronn, Mühlacker, Niefern-Öschelbronn Bergkuppe im Südwesten von Enzberg mit an der Enz entlang laufendem Weinberggelände. | ⊙        | 22,7          | 22. Mai 1941                    |
| Enztalschlingen                                                              | Felsengärten Mühlhausen, links der Enz das LSG | 2.36.015 WDPA: 320664 | Illingen, Mühlacker Reizvolle Tallandschaft mit großen Flussschlingen an der Enz und weinbergbestandenen Prallhängen. | ⊙        | 368,2         | 15. Jan. 1949                   |
| Klosterberg                                                                  | BW                                             | 2.36.016 WDPA: 322207 | Maulbronn Berghang geschützt zur Erhaltung der landschaftlichen Umgebung nördlich des Klosters. | ⊙        | 5,7           | 25. Feb. 1949                   |
| Kreuzbachtal                                                                 | BW                                             | 2.36.018 WDPA: 322323 | Mönsheim, Mühlacker, Wiernsheim Teil des Kreuzbachtales zwischen Enzweihingen und Aurich mit Muschelkalkhängen. | ⊙        | 245,9         | 9. März 1960                    |
| Grenzbachtal                                                                 | BW                                             | 2.36.020 WDPA: 322980 | Mönsheim Bachtal mit Talhängen in der Muschelkalklandschaft. | ⊙        | 69,7          | 20. Nov. 1967                   |
| Entlang der Autobahn zwischen Stuttgart u. Karlsruhe (Friolzheim, Wimsheim)  | BW                                             | 2.36.022 WDPA: 322457 | Friolzheim Erhalt des Landschaftsbildes | ⊙        | 20,7          | 22. Mai 1941                    |
| Entlang der Autobahn zwischen Stuttgart u. Karlsruhe (Heimsheim, Friolzheim) |                                                | 2.36.023 WDPA: 322460 | Friolzheim, Heimsheim, Mönsheim Erhalt des Landschaftsbildes | ⊙        | 526,7         | 22. Mai 1941                    |
| Bei der Ruine Waldenburg                                                     |                                                | 2.36.024 WDPA: 319849 | Neuenbürg Buchenaltholzbestand als Schutzwald. | ⊙        | 0,2           | 4. Sep. 1953                    |
| Größeltal                                                                    | BW                                             | 2.36.025 WDPA: 321208 | Birkenfeld, Engelsbrand, Neuenbürg Reizvolles Schwarzwaldtal. | ⊙        | 16,3          | 4. Sep. 1953                    |
| Schloßwäldle mit Schloß und Ruine Neuenbürg                                  |                                                | 2.36.026 WDPA: 324210 | Neuenbürg Parkanlage. | ⊙        | 6,4           | 15. Apr. 1953                   |
| Bei der Ruine Straubenhardt                                                  |                                                | 2.36.029 WDPA: 344851 | Neuenbürg Buchenaltholzbestand als Schutzwald. | ⊙        | 0,5           | 4. Sep. 1953                    |
| Reutsee                                                                      | BW                                             | 2.36.031 WDPA: 320386 | Maulbronn Weiher mit landschaftlich schöner Umgebung. | ⊙        | 2,5           | 14. Mai 1964                    |
| Kämpfelbach-Gengenbachtal I                                                  | BW                                             | 2.36.032 WDPA: 323830 | Königsbach-Stein Wälder, Felder und Wiesen im Kraichgau | ⊙        | 598,8         | 6. Sep. 1979                    |
| Eisinger Gäulandschaft                                                       |                                                | 2.36.034 WDPA: 322053 | Eisingen, Ispringen, Neulingen, Kämpfelbach, Königsbach-Stein Für den östlichen Pfinzgau typische Muschelkalk-Landschaft als naturnahe Kulturlandschaft mit Wiesen, Streuobstbeständen, Sukzessionsflächen, Laub- und Mischwäldern. | ⊙        | 355,8         | 1. März 1985                    |
| Erlen-, Metten- und Gründelbachniederung                                     |                                                | 2.36.035 WDPA: 320575 | Ötisheim, Ölbronn-Dürrn Als Grünland genutzte Niederung mit standortgerechten Gehölzbeständen, Riedflächen und Röhrichten; Ergänzungsraum für das gleichnamige NSG | ⊙        | 276,8         | 22. Dez. 1999                   |
| Enztal zwischen Niefern und Mühlacker                                        |                                                | 2.36.036 WDPA: 344857 | Niefern-Öschelbronn Ergänzungsraum und Pufferzone für das gleichnamige NSG. | ⊙        | 10,6          | 2. Dez. 1986                    |
| Remchingen-Mittleres Pfinztal                                                |                                                | 2.36.037 WDPA: 320653 | Keltern, Remchingen, Kämpfelbach, Königsbach-Stein Für das Pfinzhügelland typische Kulturlandschaft; Wiesen, Streuobstbestände, Hecken, Hohlwege, Wald, Waldränder und Feuchtgebiete als bedeutsame biologische Zellen. | ⊙        | 1.257,0       | 12. März 1987                   |
| Kelterner Obst- und Rebengäu                                                 |                                                | 2.36.038 WDPA: 323804 | Birkenfeld, Keltern, Remchingen, Straubenhardt Großflächig zusammenhängende Landschaftsteile mit vielfältiger natürlicher Ausstattung, typisch für die Gäulandschaft des Pfinzhügellandes, als ökologischer Ausgleichs- und Erholungsraum im überlasteten Verdichtungsraum Karlsruhe-Pforzheim-Stuttgart. | ⊙        | 2.195,0       | 15. März 1983                   |
| Gräfenhausener Kirschgäu                                                     | BW                                             | 2.36.039 WDPA: 322083 | Birkenfeld Naturnahe Lebensräume des Arnbachtales und des Kesselberges mit besonders vielseitiger Ausstattung; wertvolle Naherholungsgebiete. | ⊙        | 136,6         | 11. Apr. 1983                   |
| Tiefenbronn-Biet                                                             | BW                                             | 2.36.040 WDPA: 321143 | Friolzheim, Heimsheim, Neuhausen, Tiefenbronn Abwechslungsreich gegliederte Landschaft mit besonderem Erholungswert und weitgehend ausgewogenem und ökologisch intaktem Naturhaushalt. | ⊙        | 675,6         | 15. Dez. 1987                   |
| Neuhausen-Biet                                                               |                                                | 2.36.041 WDPA: 325168 | Neuhausen Abwechslungsreiche und vielfältig gegliederte Landschaft mit geologischer Vielfalt, ausgewogenem und ökologisch intaktem Naturhaushalt; das Würmtal mit hohem Erholungswert. | ⊙        | 1.926,8       | 26. Aug. 2004                   |
| Monbach, Maisgraben und St. Leonhardquelle                                   |                                                | 2.36.042 WDPA: 323022 | Neuhausen Als Dauergrünland genutzte, feuchte bis nasse Wuchsorte am Maisgraben und dessen Nebentäler; Fluren und Waldstücke als unberührte Landschaft; parkartige, offene Flächen; gute Erholungseignung. | ⊙        | 79,4          | 14. Dez. 1988                   |
| Füllmenbacher Hofberg                                                        |                                                | 2.36.043 WDPA: 323021 | Sternenfels Für das gleichnamige NSG notwendige Ergänzungsräume; durch naturnahe Strukturen gegliederte Kulturlandschaft mit Bachufergehölzen, feuchten Gräben, Obstbaumwiesen und extensiv genutzte Wiesen. | ⊙        | 41,7          | 29. Dez. 1993                   |
| Albtalplatten und Herrenalber Berge                                          |                                                | 2.36.044 WDPA: 319473 | Straubenhardt Vielfältige Landschaft mit Streuobst, Wirtschaftswiesen, Solitärgehölzen, Hecken und unterschiedlich strukturierten Wäldern; nutzungsbedingte Vielfalt der Waldgesellschaften, Alt- und Totholzanteil soll gefördert werden; offene Landschaftsbereiche, vornehmlich Rodungsinseln; Puffer- und Vernetzungsfunktion für die Teilbereiche des NSG „Albtal und Seitentäler“; wichtiges Erholungsgebiet für den Großraum Karlsruhe.                      | ⊙        | 743,5         | 1. Juni 1994                    |
| Betzenbuckel                                                                 |                                                | 2.36.045 WDPA: 319474 | Friolzheim, Heimsheim, Tiefenbronn An das gleichnamige NSG anschließende Lebensräume der Kulturlandschaft als Ergänzung und Puffer; eine naturgemäße Gestaltung der Gewässer und ihrer Ufer wird angestrebt. | ⊙        | 65,0          | 1. Aug. 1997                    |
| Bauschlotter Au                                                              |                                                | 2.36.047 WDPA: 319912 | Ölbronn-Dürrn Offene Landschaft mit Mähwiesen als erweiterter Lebensraum der Vogelwelt, insbesondere der Wiesenbrüter, Nahrungsgäste und Durchzügler; Puffer- und Ergänzungszone für das gleichnamige NSG um die empfindlichen Flächen des NSG vor Beeinträchtigungen zu schützen; die Leistungsfähigkeit eines ausgewogenen Naturhaushaltes, die Nutzungsfähigkeit der Naturgüter und der besondere Erholungswert sollen verbessert bzw. wiederhergestellt werden. | ⊙        | 25,8          | 22. Dez. 1999                   |
| Nieferner Enztal mit Seitentälern                                            |                                                | 2.36.048 WDPA: 319834 | Niefern-Öschelbronn, Wurmberg Trocken-warme Hanglagen um Niefern-Ort mit großflächigen Grünlandarealen in der Enzaue und im Kirnbachtal. | ⊙        | 437,9         | 20. Sep. 1999                   |
| Salzachaue mit Seitentälern, Aschberg und Eichelberg                         | BW                                             | 2.36.049 WDPA: 345191 | Ölbronn-Dürrn Talauen und Zeugenberge rund um Ölbronn im Naturraum Stromberg-Heuchelberg. | ⊙        | 275,2         | 8. Dez. 2005                    |
| Kieselbronner Streuobst- und Dolinengebiet                                   |                                                | 2.36.050 WDPA: 390125 | Kieselbronn Großflächige und reichstrukturierte Streuobstwiesenlandschaft mit regionaltypischen und alten Obstsorten auf Kieselbronner Gemarkung; Schutz der Dolinen im Wald. | ⊙        | 608,8         | 20. Sep. 2001                   |
| Legende für Landschaftsschutzgebiet                                          |                                                |                       | |          |               |                                 |